# Javier Rojas
Pas d'image ? Cliquez ici

a Compétitions nationales et continentales officielles uniquement.

b Matchs officiels uniquement.
Dernière mise à jour le 25 juin 2015.
Javier Rojas, né le 15 avril 1991 est un joueur international argentin de rugby à XV évoluant au poste de demi d'ouverture ou centre.

## Carrière
Il a évolué en Argentine dans la province de Tucumán Rugby Club. Ceci lui a permis de connaitre ses cinq premières sélections pour son pays. En 2015, il choisit de rejoindre Mauricio Reggiardo dans le Tarn afin de jouer pour le Sporting club albigeois.